# St Just in Roseland
St Just in Roseland est une paroisse civile et un village des Cornouailles, en Angleterre.